# Bleomycine
Bleomycine is een celremmend middel dat gebruikt wordt in de chemotherapie. Het is een cytostaticum; het splitst het DNA en belemmert tevens de RNA- en de eiwitsynthese, waardoor de deling van cellen wordt verhinderd. Bleomycine is een glycopeptide, van oorsprong een antibioticum, geproduceerd door de mycobacterie Streptomyces verticillus, een geslacht van de Actinobacteria.
De stof is opgenomen in de lijst van essentiële geneesmiddelen van de WHO.

## Geschiedenis
Bleomycine is ontdekt in 1965, toen de Japanse wetenschapper Hamao Umezawa de bacterie Streptomyces Verticullus onderzocht. Hij ontdekte dat deze een tumorremmende stof maakte.
In 1969 werd dit geneesmiddel geïntroduceerd in Japan. Rond 1977 werd het middel in Nederland in gebruik genomen.

## Toepassingen
Bleomycine wordt vooral toegepast bij kanker (Plaveiselcelcarcinoom) in het hoofd-halsgebied; testiscarcinoom (met uitzondering van niet-gemetastaseerde seminomen), non-hodgkinlymfomen en de ziekte van Hodgkin. Het middel wordt meestal toegediend door middel van een infuus of intraveneuze injectie, maar er zijn ook andere toepassingen bekend.
Bleomycine wordt hoofdzakelijk toegepast in combinatietherapie: samen met andere cytostatica, bijvoorbeeld samen met cisplatina en/of etoposide. Het wordt gebruikt om de longvliezen aan elkaar te plakken, bv. wanneer hier uitzaaiingen zijn (pleuritis carcinomatosa) en er steeds vocht tussen de vliezen komt. Ten slotte wordt het ook wel uitwendig gebruikt in combinatie met salicylzuur, als middel tegen wratten.
Bleomycine wordt door het Internationaal Agentschap voor Kankeronderzoek geclassificeerd als mogelijk carcinogeen voor mensen (groep 2B).

## Biosynthese
Bleomycine is een natuurlijk hybride peptide-polyketide, dat niet-ribosomaal gesynthetiseerd wordt.

## Werkingsmechanisme
Bleomycine werkt door middel van het breken van DNA. Sommige studies suggereren dat het ook de inbouw van thymidine in DNA verhindert. De beschadiging van DNA hangt - althans in vitro - samen met zuurstof- en metaalionen. Men veronderstelt dat Bleomycine chelaten vormt met metaalionen (voornamelijk ijzer) en zo een pseudo-enzym maakt dat reageert met zuurstof onder vorming van een superoxide en vrije hydroxide radicalen die DNA splitsen. Deze complexen verzorgen ook lipideperoxidatie en -oxidatie van andere cellulaire moleculen. Daarom wordt het middel bij Hodgkin-lymfomen gebruikt in combinatie met doxorubicine, omdat die stoffen complementaire effecten hebben op het DNA, doordat doxorubicine tussen DNA-strengen gaat zitten en ook werkt op het enzym topo-isomerase II en zo topo-isomerasecomplexen losmaakt.

## Bijwerkingen
- De belangrijkste bijwerking (2-18%) is een interstitiële pneumonie, die tot een blijvende beschadiging van de longen (longfibrose) kan leiden. Dit kan soms al snel na de toediening optreden, maar ook tot een half jaar later. Deze bijwerking treedt vooral op bij oudere mensen, mensen die met zuurstof beademd worden, bij bestraling van de borstkas, bij nierinsufficiëntie en bij hoge dosering van het middel. Mensen die in het verleden behandeld zijn met Bleomycine moeten dat altijd melden als ze narcose krijgen.
- Huidverkleuring (bruine plekken), m.n. op plaatsen van wondjes of bloeduitstortingen. Deze plekken kunnen vele maanden tot enkele jaren zichtbaar blijven.
- Koorts, vermoeidheid
- Misselijkheid, braken, gewichtsverlies
- Pijn in de tumor of op de injectieplaats
- Vergeleken met andere cytostatica is er minder effect op het beenmerg.
- en andere